# Europsko prvenstvo u plivanju u kratkim bazenima 2008.
Europsko prvenstvo u plivanju u kratkim bazenima 2008. održalo se u hrvatskom gradu Rijeci od 11. do 14. prosinca 2008.

## Pojedinčana natjacanja

### Slobodni stil

#### 50 m slobodno
| Mjesto | Država    | Plivač             | Vrijeme (s) |
| ------ | --------- | ------------------ | ----------- |
| 1.     | Francuska | Amaury Leveaux     | 20.63       |
| 2.     | Francuska | Frederick Bousquet | 20.69       |
| 3.     | Hrvatska  | Duje Draganja      | 21.15       |
| 3.     | Rusija    | Evgeny Lagunov     | 21.15       |
| 5.     | Italija   | Marco Orsi         | 21.32       |
| 6.     | Rusija    | Sergey Fesikov     | 21.42       |
| 7.     | Italija   | Mattia Nalesso     | 21.46       |
| 8.     | Irska     | Barry Murphy       | 21.62       |

| Mjesto | Država     | Plivač               | Vrijeme (s) |
| ------ | ---------- | -------------------- | ----------- |
| 1.     | Nizozemska | Marleen Veldhuis     | 23.55 CR    |
| 2.     | Nizozemska | Hinkelien Schreuder  | 23.72       |
| 3.     | Danska     | Jeanette Ottesen     | 24.05       |
| 4.     | Finska     | HannaMaria Seppaelae | 24.38       |
| 5.     | Švedska    | Claire Hedenskog     | 24.52       |
| 6.     | Njemačka   | Petra Dallmann       | 24.60       |
| 7.     | Estonija   | Triin Aljand         | 24.63       |
| 8.     | Rusija     | Anastasia Akesnova   | 24.67       |

#### 100 m slobodno
| Mjesto | Država    | Plivač           | Vrijeme (s) |
| ------ | --------- | ---------------- | ----------- |
| 1.     | Francuska | Amaury Leveaux   | 44.94 WR    |
| 2.     | Francuska | Fabien Gilot     | 45.84       |
| 3.     | Italija   | Filippo Magnini  | 46.62       |
| 4.     | Rusija    | Evgeny Lagunov   | 46.64       |
| 5.     | Rusija    | Andrey Grechin   | 46.84       |
| 6.     | Italija   | Alessandro Calvi | 47.05       |
| 7.     | Njemačka  | Steffen Deibler  | 47.43       |
| 8.     | Danska    | Jakob Andkjaer   | 48.22       |

| Mjesto | Država     | Plivačica            | Vrijeme (s) |
| ------ | ---------- | -------------------- | ----------- |
| 1.     | Nizozemska | Marleen Veldhuis     | 51.95       |
| 2.     | Danska     | Jeanette Ottesen     | 52.08       |
| 3.     | Nizozemska | Ranomi Kromowidjojo  | 52.22       |
| 4.     | Finska     | HannaMaria Seppaelae | 52.66       |
| 5.     | Rusija     | Anastasia Aksenova   | 53.20       |
| 6.     | Švedska    | Sarah Sjoestroem     | 53.45       |
| 7.     | Austrija   | Birgit Koschischek   | 53.68       |
| 8.     | Francuska  | Alena Popchanka      | 53.71       |

#### 200 m slobodno
| Mjesto | Država    | Plivač                | Vrijeme (min) |
| ------ | --------- | --------------------- | ------------- |
| 1.     | Rusija    | Daniil Izotov         | 1:43.09       |
| 2.     | Švicarska | Dominik Meichtry      | 1:43.11       |
| 3.     | Italija   | Massimiliano Rosolino | 1:43.52       |
| 4.     | Italija   | Marco Belotti         | 1:43.61       |
| 5.     | Rusija    | Alexander Sukhorukov  | 1:43.72       |
| 6.     | Češka     | Kvetoslav Svoboda     | 1:43.97       |
| 7.     | Francuska | Clement Lefert        | 1:44.57       |
| 8.     | Srbija    | Radovan Siljevski     | 1:44.61       |

| Mjesto | Država     | Plivačica              | Vrijeme (min) |
| ------ | ---------- | ---------------------- | ------------- |
| 1.     | Italija    | Federica Pellegrini    | 1:51.85 WR    |
| 2.     | Nizozemska | Femke Heemskerk        | 1:53.79       |
| 3.     | Rusija     | Daria Belyakina        | 1:53.85       |
| 4.     | Švedska    | Petra Granlund         | 1:55.04       |
| 5.     | Francuska  | Coralie Balmy          | 1:55.13       |
| 6.     | Mađarska   | Agnes Mutina           | 1:55.19       |
| 7.     | Španjolska | Patricia Castro Ortega | 1:56.42       |
| 8.     | Rusija     | Kira Volodina          | 1:57.04       |

#### 400 m slobodno
| Mjesto | Država   | Plivač                 | Vrijeme (min) |
| ------ | -------- | ---------------------- | ------------- |
| 1.     | Njemačka | Paul Biedermann        | 3:37.73       |
| 2.     | Italija  | Massimilliano Rosolino | 3:39.33       |
| 3.     | Danska   | Mads Glasner           | 3:39.77       |
| 4.     | Italija  | Federico Colbertaldo   | 3:39.88       |
| 5.     | Rusija   | Nikita Lobintsev       | 3:39.93       |
| 6.     | Austrija | Dominik Koll           | 3:40.21       |
| 7.     | Mađarska | Gergo Kis              | 3:40.25       |
| 8.     | Austrija | Florian Janitsyn       | 3:43.30       |

| Mjesto | Država    | Plivačica           | Vrijeme (min) |
| ------ | --------- | ------------------- | ------------- |
| 1.     | Francuska | Coralie Balmy       | 3:56.39       |
| 2.     | Francuska | Camille Muffat      | 3:57.48       |
| 3.     | Italija   | Alessia Filippi     | 3:59.35       |
| 4.     | Rumunjska | Camelia Alina Potec | 4:00.62       |
| 5.     | Mađarska  | Agnes Mutina        | 4:01.83       |
| 6.     | Italija   | Flavia Zoccari      | 4:01.99       |
| 7.     | Danska    | Lotte Friis         | 4:03.24       |
| 8.     | Austrija  | Joerdis Steinegger  | 4:03.92       |

#### 1500 m + 800 m slobodno
| Mjesto | Država                 | Plivač               | Vrijeme (min) |
| ------ | ---------------------- | -------------------- | ------------- |
| 1.     | Italija                | Federico Colbertaldo | 14:24.21      |
| 2.     | Rusija                 | Vitaly Romanovich    | 14:29.64      |
| 3.     | Italija                | Samuel Pizzetti      | 14:31.60      |
| 4.     | Danska                 | Mads Glaesner        | 14:39.70      |
| 5.     | Farski otoci           | Pal Joensen          | 14:39.99      |
| 6.     | Mađarska               | Gergo Kis            | 14:51.07      |
| 7.     | Mađarska               | David Verraszto      | 14:56.47      |
| 8.     | Ujedinjeno Kraljevstvo | Richard Charlesworth | 14:57.88      |

| Mjesto | Država     | Plivačica           | Vrijeme (min) |
| ------ | ---------- | ------------------- | ------------- |
| 1.     | Italija    | Alessia Filippi     | 8:04.53 WR    |
| 2.     | Francuska  | Coralie Balmy       | 8:05.32       |
| 3.     | Danska     | Lotte Friis         | 8:09.91       |
| 4.     | Španjolska | Erika Garcia        | 8:13.52       |
| 5.     | Rumunjska  | Camelia Alina Potec | 8:15.64       |
| 6.     | Rusija     | Elena Sokolova      | 8:19.38       |
| 7.     | Austrija   | Joerdis Steinegger  | 8:20.03       |
| 8.     | Francuska  | Camille Muffat      | 8:20.54       |

### Leđni stil

#### 50 m leđno
| Mjesto | Država                 | Plivač                 | Vrijeme (s) |
| ------ | ---------------------- | ---------------------- | ----------- |
| 1.     | Rusija                 | Stanislav Donets       | 23.22       |
| 2.     | Španjolska             | Aschwin Wildboer Faber | 23.28       |
| 3.     | Slovačka               | Lubos Krizko           | 23.47       |
| 4.     | Švicarska              | Flori Lang             | 23.83       |
| 5.     | Njemačka               | Thomas Rupprath        | 24.18       |
| 6.     | Italija                | Mirco Tora             | 24.20       |
| 7.     | Ujedinjeno Kraljevstvo | Marco Loughran         | 24.26       |
| 8.     | Njemačka               | Helge Meeuw            | 24.36       |

| Mjesto | Država     | Plivačica           | Vrijeme (s) |
| ------ | ---------- | ------------------- | ----------- |
| 1.     | Hrvatska   | Sanja Jovanović     | 26.23 WR    |
| 2.     | Ukrajina   | Kateryna Zubkova    | 26.65       |
| 3.     | Italija    | Elena Gemo          | 26.77       |
| 4.     | Nizozemska | Hinkelein Schreuder | 26.78       |
| 5.     | Njemačka   | Elizabeth Simmonds  | 26.88       |
| 6.     | Nizozemska | Ranomi Kromowidjojo | 27.08       |
| 7.     | Austrija   | Fabienne Nadarajah  | 27.22       |
| 8.     | Italija    | Laura Letrari       | 27.66       |

#### 100 m leđno
| Mjesto | Država                 | Plivač                  | Vrijeme (s) |
| ------ | ---------------------- | ----------------------- | ----------- |
| 1.     | Rusija                 | Stanislav Donets        | 49.32 WR    |
| 2.     | Španjolska             | Aschwin Wildeboer Faber | 49.61       |
| 3.     | Njemačka               | Helge Meeuw             | 50.89       |
| 4.     | Francuska              | Pierre Roger            | 51.00       |
| 5.     | Italija                | Damiano Lestingi        | 51.30       |
| 6.     | Rusija                 | Evgeny Aleshin          | 51.55       |
| 7.     | Ujedinjeno Kraljevstvo | Marco Loughran          | 51.86       |
| 8.     | Italija                | Mirco Tora              | 52.08       |

| Mjesto | Država                 | Plivačica          | Vrijeme (s) |
| ------ | ---------------------- | ------------------ | ----------- |
| 1.     | Hrvatska               | Sanja Jovanović    | 56.87 ER    |
| 2.     | Ukrajina               | Kateryna Zubkova   | 57.01       |
| 3.     | Francuska              | Laure Manaudou     | 57.16       |
| 4.     | Italija                | Elena Gemo         | 57.35       |
| 5.     | Ujedinjeno Kraljevstvo | Elizabeth Simmonds | 57.51       |
| 6.     | Rusija                 | Anastasia Zueva    | 57.83       |
| 7.     | Francuska              | Alexandra Putra    | 57.93       |
| 8.     | Slovenija              | Anja Carman        | 58.16       |

#### 200 m leđno
| Mjesto | Država                 | Plivač                  | Vrijeme (min) |
| ------ | ---------------------- | ----------------------- | ------------- |
| 1.     | Rusija                 | Stanislav Donets        | 1:49.22       |
| 2.     | Španjolska             | Aschwin Wildeboer Faber | 1:49.22       |
| 3.     | Francuska              | Pierre Roger            | 1:52.26       |
| 4.     | Italija                | Damiano Lestingi        | 1:52.31       |
| 5.     | Rusija                 | Evgeny Aleshin          | 1:53.13       |
| 6.     | Ujedinjeno Kraljevstvo | Marco Loughran          | 1:53.88       |
| 7.     | Hrvatska               | Gordan Kožulj           | 1:54.27       |
| 8.     | Izrael                 | Guy Barnea              | 1:55.93       |

| Mjesto | Država                 | Plivačica          | Vrijeme (min) |
| ------ | ---------------------- | ------------------ | ------------- |
| 1.     | Francuska              | Alexandra Putra    | 2:02.48       |
| 2.     | Francuska              | Alexianne Castel   | 2:03.10       |
| 3.     | Ujedinjeno Kraljevstvo | Elizabeth Simmonds | 2:03.12       |
| 4.     | Slovenija              | Anja Carman        | 2:05.04       |
| 5.     | Irska                  | Melanie Nocher     | 2:05.62       |
| 6.     | Ujedinjeno Kraljevstvo | Georgia Davies     | 2:06.00       |
| 7.     | Ukrajina               | Kateryna Zubkova   | 2:06.10       |
| 8.     | Danska                 | Pernille Larsen    | 2:07.14       |

### Prsni stil

#### 50 m prsno
| Mjesto | Država    | Plivač             | Vrijeme (s) |
| ------ | --------- | ------------------ | ----------- |
| 1.     | Slovenija | Matjaž Markič      | 26.47 CR    |
| 2.     | Norveška  | Aleksander Hetland | 26.64       |
| 3.     | Slovenija | Emil Tahirovič     | 26.66       |
| 4.     | Izrael    | Michael Malul      | 26.67       |
| 5.     | Ukrajina  | Igor Borysik       | 26.68       |
| 5.     | Italija   | Alessandro Terrin  | 26.68       |
| 7.     | Irska     | Barry Murphy       | 26.73       |
| 8.     | Ukrajina  | Veleriy Dymo       | 26.81       |

| Mjesto | Država     | Plivačica              | Vrijeme (s) |
| ------ | ---------- | ---------------------- | ----------- |
| 1.     | Rusija     | Valentina Artemyeva    | 29.96       |
| 2.     | Njemačka   | Janne Schaefer         | 30.37       |
| 3.     | Nizozemska | Moniek Nijhuis         | 30.45       |
| 4.     | Austrija   | Mirna Jukić            | 30.56       |
| 5.     | Italija    | Roberta Panara         | 30.66       |
| 6.     | Danska     | Rikke Moeller Pedersen | 30.73       |
| 7.     | Italija    | Ombretta Plos          | 30.87       |
| 8.     | Švedska    | Joline Hoestman        | 31.01       |

#### 100 m prsno
| Mjesto | Država                 | Plivač               | Vrijeme (s) |
| ------ | ---------------------- | -------------------- | ----------- |
| 1.     | Ukrajina               | Igor Borysik         | 57.33 ER    |
| 2.     | Francuska              | Hugues Duboscq       | 57.64       |
| 3.     | Ujedinjeno Kraljevstvo | James Gibson         | 57.91       |
| 4.     | Nizozemska             | Robin Aggele         | 58.03       |
| 5.     | Italija                | Edoardo Girogetti    | 58.37       |
| 6.     | Slovenija              | Matjaž Markič        | 58.47       |
| 7.     | Litva                  | Edvinas Dautartis    | 58.48       |
| 8.     | Nizozemska             | Lennart Stekelenburg | 58.94       |

| Mjesto | Država     | Plivačica              | Vrijeme (min) |
| ------ | ---------- | ---------------------- | ------------- |
| 1.     | Rusija     | Valentina Artemyeva    | 1:05.02       |
| 2.     | Francuska  | Sophie de Ronchi       | 1:05.43       |
| 3.     | Austrija   | Mirna Jukić            | 1:05.64       |
| 4.     | Italija    | Ombretta Plos          | 1:05.91       |
| 4.     | Švicarska  | Patrizia Humplik       | 1:05.91       |
| 6.     | Nizozemska | Moniek Nijhuis         | 1:06.63       |
| 7.     | Italija    | Roberta Panara         | 1:07.17       |
| 8.     | Danska     | Rikke Moeller Pedersen | 1:07.48       |

#### 200 m prsno
| Mjesto | Država                 | Plivač               | Vrijeme (min) |
| ------ | ---------------------- | -------------------- | ------------- |
| 1.     | Francuska              | Hugues Duboscq       | 2:04.59 ER    |
| 2.     | Italija                | Edoardo Girogetti    | 2:04.98       |
| 3.     | Ukrajina               | Igor Borysik         | 2:05.47       |
| 4.     | Ujedinjeno Kraljevstvo | Kristopher Gilchrist | 2:05.84       |
| 5.     | Ukrajina               | Valeriy Dymo         | 2:06.83       |
| 6.     | Mađarska               | Akos Molnar          | 2:07.37       |
| 7.     | Španjolska             | Sergio Garcia Ortiz  | 2:08.19       |
| 8.     | Litva                  | Giedrius Titenis     | 2:09.31       |

| Mjesto | Država    | Plivačica              | Vrijeme (min) |
| ------ | --------- | ---------------------- | ------------- |
| 1.     | Rusija    | Alena Alekseeva        | 2:19.93       |
| 2.     | Austrija  | Mirna Jukić            | 2:20.48       |
| 3.     | Švicarska | Patrizia Humplik       | 2:21.68       |
| 4.     | Rusija    | Olga Detenyuk          | 2:21.73       |
| 5.     | Švedska   | Joline Hoestman        | 2:22.97       |
| 6.     | Češka     | Petra Chocova          | 2:25.05       |
| 7.     | Danska    | Rikke Moeller Pedersen | 2:25.93       |
| 8.     | Norveška  | Sara Nordenstam        | 2:26.04       |

### Leptir stil

#### 50 m leptir
| Mjesto | Država | Plivač | Vrijeme (s) |
| ------ | ------ | ------ | ----------- |
| 1.     |        |        |             |
| 2.     |        |        |             |
| 3.     |        |        |             |

| Mjesto | Država | Plivačica | Vrijeme (s) |
| ------ | ------ | --------- | ----------- |
| 1.     |        |           |             |
| 2.     |        |           |             |
| 3.     |        |           |             |

#### 100 m leptir
| Mjesto | Država | Plivač | Vrijeme (s) |
| ------ | ------ | ------ | ----------- |
| 1.     |        |        |             |
| 2.     |        |        |             |
| 3.     |        |        |             |

| Mjesto | Država | Plivačica | Vrijeme (s) |
| ------ | ------ | --------- | ----------- |
| 1.     |        |           |             |
| 2.     |        |           |             |
| 3.     |        |           |             |

#### 200 m leptir
| Mjesto | Država | Plivač | Vrijeme (min) |
| ------ | ------ | ------ | ------------- |
| 1.     |        |        |               |
| 2.     |        |        |               |
| 3.     |        |        |               |

| Mjesto | Država                 | Plivačica      | Vrijeme (min) |
| ------ | ---------------------- | -------------- | ------------- |
| 1.     | Švedska                | Petra Granlund | 2:04,27       |
| 2.     | Francuska              | Aurore Mongel  | 2:04,73       |
| 3.     | Ujedinjeno Kraljevstvo | Jemma Lowe     | 2:04.78       |

### Mješovito

#### 100 m mješovito
| Mjesto | Država | Plivač | Vrijeme (s) |
| ------ | ------ | ------ | ----------- |
| 1.     |        |        |             |
| 2.     |        |        |             |
| 3.     |        |        |             |

| Mjesto | Država | Plivačica | Vrijeme (min) |
| ------ | ------ | --------- | ------------- |
| 1.     |        |           |               |
| 2.     |        |           |               |
| 3.     |        |           |               |

#### 200 m mješovito
| Mjesto | Država                 | Plivač                | Vrijeme (min) |
| ------ | ---------------------- | --------------------- | ------------- |
| 1.     | Ujedinjeno Kraljevstvo | James Goddard         | 1:53.46       |
| 2.     | Litva                  | Vytautas Janusaitis   | 1:54.51       |
| 3.     | Španjolska             | Alan Cabello Forns    | 1:55.70       |
| 4.     | Poljska                | Lukasz Wojt           | 1:55.73       |
| 5.     | Portugal               | Diogo Filipe Carvalho | 1:55.95       |
| 6.     | Mađarska               | Peter Nagy            | 1:57.44       |
| 7.     | Hrvatska               | Saša Imprić           | 1:57.51       |
| 8.     | Poljska                | Jakub Jasinski        | 1:59.06       |

| Mjesto | Država    | Plivačica        | Vrijeme (min) |
| ------ | --------- | ---------------- | ------------- |
| 1.     | Italija   | Francesca Segat  | 2:07.03       |
| 2.     | Mađarska  | Evelyn Verraszto | 2:07.93       |
| 3.     | Francuska | Sophie De Ronchi | 2:08.10       |

#### 400 m mješovito
| Mjesto | Država | Plivač | Vrijeme (min) |
| ------ | ------ | ------ | ------------- |
| 1.     |        |        |               |
| 2.     |        |        |               |
| 3.     |        |        |               |

| Mjesto | Država | Plivačica | Vrijeme (min) |
| ------ | ------ | --------- | ------------- |
| 1.     |        |           |               |
| 2.     |        |           |               |
| 3.     |        |           |               |

## Štafetna natjecanja

### 4x50 m slobodno
| Mjesto | Država     | Plivači                                                                    | Vrijeme (min) |
| ------ | ---------- | -------------------------------------------------------------------------- | ------------- |
| 1.     | Francuska  | - Alain Bernard - Fabien Gilot - Amaury Leveaux - Frederick Bousquet       | 1:20.77       |
| 2.     | Italija    | - Alessandro Calvi - Marco Orsi - Mattia Nalesso - Felippo Magnini         | 1:23.37       |
| 3.     | Hrvatska   | - Duje Draganja - Aleksej Puninski - Bruno Barbić - Mario Todorović        | 1:23.68       |
| 4.     | Rusija     | - Evgeny Lugunov - Andrey Grechin - Sergey Fesikov - Alexander Sukhorov    | 1:25.07       |
| 5.     | Njemačka   | - Steffen Deibler - Johannes Dietrich - Stefan Herbst - Leif-Marten Krüger | 1:25.57       |
| 6.     | Nizozemska | - Robert Lijesen - Bastiaan Tamminga - Stefan de Die - Robin van Aggele    | 1:25.76       |
| 7.     | Švicarska  | - Flori Lang - Dominik Meichtry - Aurelien Kuenzi - Daniel Rast            | 1:26.34       |
| 8.     | Estonija   | - Miko Malberg - Matti Aljand - Danil Haustow - Wladimir Sidorkin          | 1:27.06       |

| Mjesto | Država     | Plivačice                                                                       | Vrijeme (min) |
| ------ | ---------- | ------------------------------------------------------------------------------- | ------------- |
| 1.     | Nizozemska | - Ranomi Kromowidjojo - Moniek Nijhuis - Hinkelien Schreuder - Marleen Veldhuis | 1:45.73       |
| 2.     | Njemačka   | - Daniela Samulski - Janne Schäfer - Lena Kalla - Petra Dallmann                | 1:46.84       |
| 3.     | Italija    | - Elena Gemo - Roberta Panara - Silvia di Pietro - Federica Pellegrini          | 1:47.05       |
| 4.     | Danska     | - Elspa Mørkøre - Rikke Møller Pedersen - Jaenette Ottesen - Micha Østergaard   | 1:47.55       |
| 5.     | Rusija     | - Ksenia Moskwina - Walentina Artemjewa - Daria Beljakina - Anastasia Aksenowa  | 1:47.88       |
| 6.     | Ukrajina   | - Kateryna Zubkowa - Ganna Dzerkal’ - Lyubow Korol’ - Oxana Serikowa            | 1:47.90       |
| 7.     | Finska     | - Anu Koicisto - Katja Lehtonen - Emilie Pikkarainen - Hanna-Maria Seppälä      | 1:48.49       |
| DSQ    | Švedska    | - Lovisa Ericsson - Joline Hoestman - Cecilia Rasmuson - Claire Hedenskog       |               |

### 4x50 m mješovito
| Mjesto | Država                 | Plivači                                                                                    | Vrijeme (min) |
| ------ | ---------------------- | ------------------------------------------------------------------------------------------ | ------------- |
| 1.     | Italija                | - Mirco Di Tora - Alessandro Terrin - Marco Belotti - Filippo Magnini                      | 1:32.91 WR    |
| 2.     | Njemačka               | - Thomas Ruppath - Marco Koch - Johannes Dietrich - Steffen Deibler                        | 1:33.31       |
| 2.     | Rusija                 | - Stanislav Donets - Sergey Geybel - Evgeny Korotyshkin - Evgeny Lagunov                   | 1:33.31       |
| 4.     | Francuska              | - Pierre Roger - Hugues Duboscq - Frederick Bousquet - Alain Bernard                       | 1:33.52       |
| 5.     | Nizozemska             | - Nick Driebergen - Robin Van Aggele - Bastiaan Tamminga - Robert Lijesen                  | 1:34.23       |
| 6.     | Hrvatska               | - Marko Strahija - Vanja Rogulj - Mario Todorović - Alexei Puninski                        | 1:34.68       |
| 7.     | Španjolska             | - Aschwin Wildeboer Faber - Sergio Garcia Ortiz - Rafael Munoz Perez - Javier Noriega Sanz | 1:34.78       |
| DSQ    | Ujedinjeno Kraljevstvo | - Marco Loughran - James Gibson - Todd Cooper - Benjamin Thomas Hockin                     | DSQ           |

| Mjesto | Država | Plivačice | Vrijeme (min) |
| ------ | ------ | --------- | ------------- |
| 1.     |        |           |               |
| 2.     |        |           |               |
| 3.     |        |           |               |

## Vanjske poveznice
- Službeno na: www.rijeka2008.com